# Aceite de Lorenzo

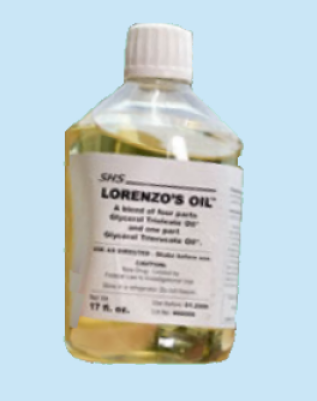

El aceite de Lorenzo es una mezcla de cuatro partes de trioleato de glicerol (trioleína) con una parte de  trierucato de glicerol, es decir, los triacilgliceroles de los ácidos oleico y erúcico. Se utiliza como un método preventivo para el tratamiento de la adrenoleucodistrofia o ALD. Esta mezcla de aceites fue desarrollada tras una larga búsqueda por Augusto y Michaela Odone, después de que a su hijo Lorenzo se le diagnosticó esta enfermedad infrecuente en 1984, cuando Lorenzo tenía 5 años.
El señor Odone consiguió para este aceite la patente de la United States Patent and Trademark Office (PTO or USPTO) con número U.S. Patent No. 5,331,009.
Las ganancias recibidas van directamente a la fundación Proyecto Mielina que continúa la búsqueda de una cura para enfermedades relacionadas con la pérdida de mielina. Esta organización sin fines de lucro fue fundada por la familia Odone. El tratamiento y su aceite ganaron publicidad a partir de la película de 1992 Lorenzo's Oil. Lorenzo Odone falleció el 30 de mayo de 2008 a causa de una neumonía por aspiración.
El costo de un mes de tratamiento con este aceite es de alrededor de 440 dólares. La mayoría de las aseguradoras estadounidenses no lo cubren por ser un tratamiento «experimental», de acuerdo a la Administración de Alimentos y Medicamentos.

## Cómo actúa
Esta mezcla de ácidos grasos reduce los niveles de ácidos grasos de cadena muy larga, que son la causa principal de adrenoleucodistrofia. Esta es consecuencia de la inhibición de la enzima que degrada los ácidos grasos de cadena muy larga en el peroxisoma , la VLC-acil-CoA sintasa, o bien porque hay una sobreproducción de ácidos grasos de cadena corta en los microsomas.
El aceite de Lorenzo está compuesto de ácido oleico (abundante en el aceite de oliva) y ácido erúcico (que abunda en el aceite de colza o nabina), en forma de trioleato de glicerol y trierucato de glicerol en una proporción 4:1. Este aceite, de acuerdo a sus creadores, actúa sobre las enfermedades adrenoleucodistrofia y adrenomieloneuropatía (ésta es la forma adulta de la adrenoleucodistrofia).
El aceite de Lorenzo aporta 8kcal/ml. Se recomienda que suponga, como mínimo, un 20% de la energía total de la dieta, aunque se ha de repartir la dosis en 3 tomas para evitar efectos adversos como la diarrea. Además, se debe evitar su cocción debido a que es inestable al calor. Su uso excesivo puede acarrear lipidosis en el corazón. No se recomienda su uso en menores de 26 años.

## Investigaciones
En el New England Journal of Medicine se reportó que en pruebas con varios individuos que sufrían de adrenomieloneuropatía no encontraron evidencias «satisfactorias».
Sin embargo, en el trabajo de Moser y colegas (entre ellos el propio Odone) se recoge que entre 89 niños diagnosticados de ALD-X que eran asintomáticos y que empezaron a tomar el aceite de Lorenzo, tan sólo un 24% de los casos terminaron desarrollando anomalías recogidas en resonancia magnética y un 11% anomalías de neuroimagen y neurológicas, con control del deterioro en el resto de los niños (76 y 89%, respectivamente).